# The Golden Path
The Golden Path — пісня англійського електронного дуету  The Chemical Brothers спеціально записана для збірки найкращих хітів Singles 93–03 та видана 15 вересня 2003 року на лейблі Virgin Records. Пісня написана разом з гуртом The Flaming Lips, а вокальні партії виконує вокаліст цього гурту Вейн Коїн. Пісня досягла 17 місця у чарті Великої Британії.  

## Список треків
CD single
1. "The Golden Path" – 4:47
2. "Nude Night" – 6:18
3. "The Golden Path" (Ейван Персон Extended Vocal) – 6:35

DVD single
1. "The Golden Path" (Music video)
2. "The Golden Path" (Edit)
3. "Dexter's International Scribble Mix"
4. "The Golden Path" (Ewan's Rave Hell Dub)

UK 12" сингл
1. "The Golden Path" – 4:47
2. "Nude Night" – 6:18

## Чарти
| Чарт (2003)         | Найвище місце |
| ------------------- | ------------- |
| Irish Singles Chart | 20            |
| UK Singles Chart    | 17            |